# 阿尔戈斯托利翁
阿尔戈斯托利翁（希臘語：Αργοστόλι），又译为阿尔戈斯托利，是希腊伊奧尼亞群島大區凯法利尼亚专区的一个市镇，位于凯法利尼亚岛上，并为该岛及专区的首府。市镇面积为377.0平方公里，2011年人口数量为23,499人。而同名市区（即2010年前的市镇）的面积则为157.670平方公里，2011年人口数量为10,633人。

## 姐妹城市
阿尔戈斯托利翁与下列城市结为姐妹城市：
- 塞爾維亞 沙巴茨
- 羅馬尼亞 布勒伊拉